# Bèsties fantàstiques: Els secrets de Dumbledore
Bèsties fantàstiques: Els secrets de Dumbledore és una pel·lícula de cinema fantàstic de 2022 dirigida per David Yates, que forma part de la saga Bèsties fantàstiques, basada en el llibre homònim de J.K. Rowling. És el tercer film de la saga i la seva estrena va ser el 8 d'abril de 2022. Es va publicar el doblatge en català distribuït per Warner Bros. El 23 de setembre de 2022 es va incorporar el doblatge en català a la plataforma HBO Max. La distribució del doblatge en català va comptar amb 33 còpies.
Havia d'estrenar-se l'any 2020, seguint la cronologia de les dues anteriors –cada dos anys (2016, 2018)–, però a causa de la pandèmia de COVID-19 no van poder començar el rodatge fins al setembre del mateix any, el 2020.

## Sinopsi
El professor Dumbledore sap que el malvat mag Grindelwald fa plans per apoderar-se del món màgic. Incapaç d'aturar-lo ell sol, confia en Scamander per dirigir un intrèpid equip de mags, bruixes i un valent forner en una missió perillosa, on es troben amb antics i nous animals i s'enfronten a una legió cada vegada més nombrosa de seguidors de Grindelwald.